# Parapotamon
Parapotamon is een geslacht van kreeftachtigen uit de klasse van de Malacostraca (hogere kreeftachtigen).

## Soorten
- Parapotamon hsingyiense Tai & Sung, 1975
- Parapotamon spinescens (Calman, 1905)